# 埼玉県道413号羽生停車場線

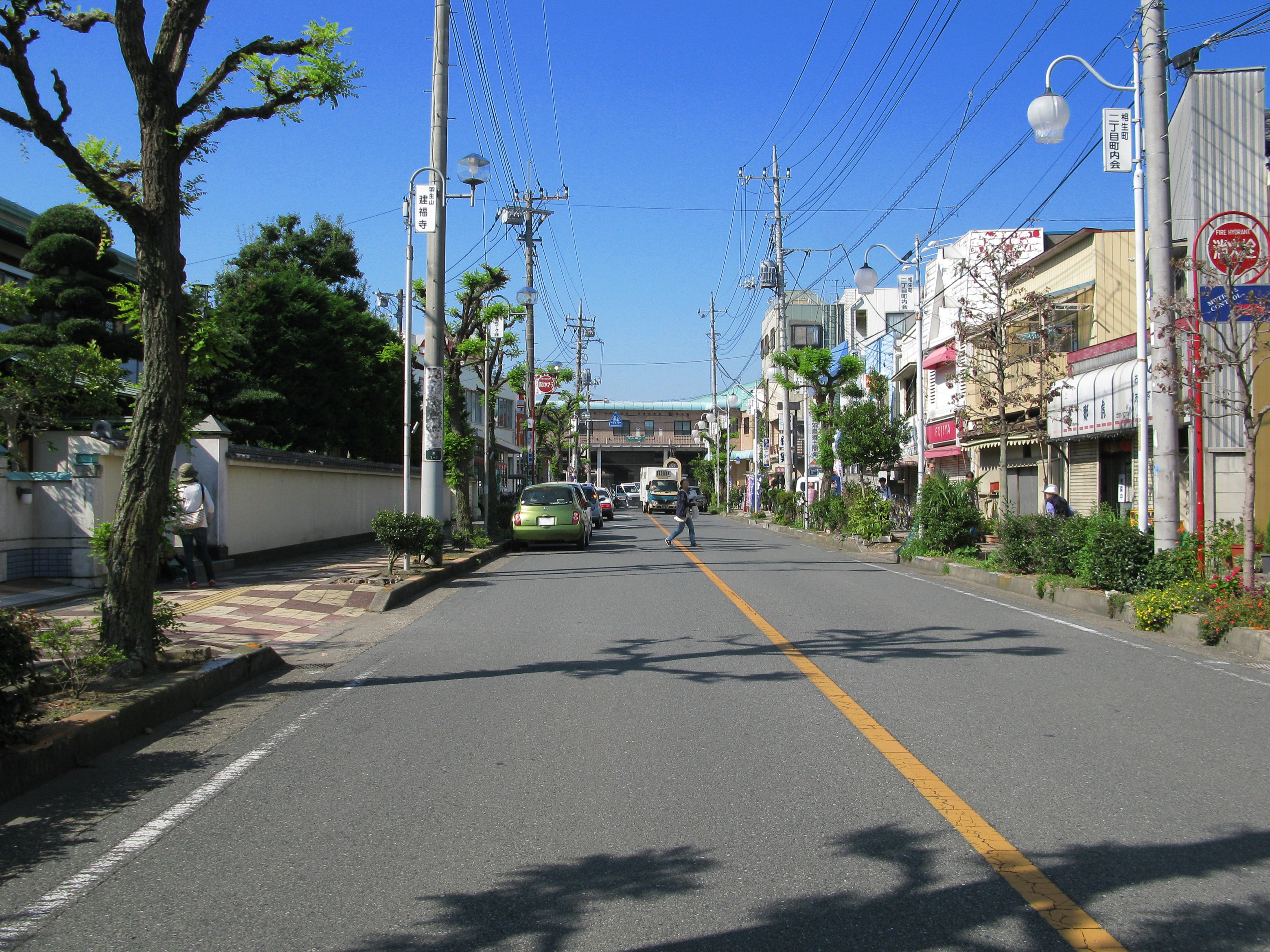
羽生市中央1丁目（2012年10月）

埼玉県道413号羽生停車場線（さいたまけんどう413ごう はにゅうていしゃじょうせん）は、埼玉県羽生市の羽生停車場（羽生駅東口）から、国道122号及び埼玉県道32号鴻巣羽生線に至る県道である。地図によっては県道表記のされていないものがある。

## 概要
かつては羽生駅東口から埼玉県道60号羽生外野栗橋線に至る県道であった。全区間片側1車線となっている。
2023年3月29日には埼玉県道129号加須羽生線の旧区域が新たな路線となり、南7丁目交差点から埼玉県道84号羽生栗橋線と重複し、国道122号と交差する小松台交差点が終点に変更された。
南7丁目交差点から南4丁目付近までは、かつては国道122号だった。

## 路線データ
- 起点：埼玉県羽生市南 羽生停車場：羽生駅東口
- 終点：埼玉県羽生市小松台 小松台交差点：国道122号（起点方面重複：埼玉県道60号羽生外野栗橋線、終点方面重複：埼玉県道128号熊谷羽生線）・埼玉県道32号鴻巣羽生線・埼玉県道84号羽生栗橋線重複・埼玉県道129号加須羽生線重複

## 地理

### 通過する市町村
- 埼玉県
  - 羽生市

### 交差する道路
| 交差する道路                                   | 交差点名                 | 所在地 | 所在地 |
| ---------------------------------------------- | ------------------------ | ------ | ------ |
| 羽生停車場（羽生駅東口）                       | 羽生停車場（羽生駅東口） | 羽生市 | 南     |
| 埼玉県道84号羽生栗橋線 埼玉県道129号加須羽生線 | 南7丁目                  | 羽生市 | 南     |
| 国道122号                                      | 小松台                   | 羽生市 | 小松台 |
| 埼玉県道32号鴻巣羽生線                         |                          |        |        |

### 重複区間
- 埼玉県道84号羽生栗橋線・埼玉県道129号加須羽生線：羽生市南7丁目交差点 - 小松台交差点

### 沿道・近隣の主な施設
- 羽生駅
- 羽生郵便局
- 建福寺幼稚園